# Bockenem
Bockenem è una città di 10.861 abitanti della Bassa Sassonia, in Germania.
Appartiene al circondario (Landkreis) di Hildesheim (targa HI).

## Geografia antropica

### Suddivisioni amministrative
Il territorio comunale comprende le frazioni di Bönnien, Bornum, Bültum, Groß Ilde, Hary, Jerze, Klein Ilde, Königsdahlum, Mahlum, Nette, Ortshausen, Schlewecke, Störy, Upstedt, Volkersheim, Werder e Wohlenhausen.